# Impasse Saint-Claude
Impasse Saint-Claude je slepá ulice v Paříži v historické čtvrti Marais. Nachází se ve 3. obvodu.

## Poloha
Ulice vede od domu č. 14 naproti kostelu Saint-Denys-du-Saint-Sacrement na Rue Saint-Claude a končí jako slepá ulice.

## Historie
Její název se od 18. století měnil: Cul-de-sac des Remparts, Cul-de-sac Saint-Claude nebo Impasse Saint-Claude-au-Marais podle blízkosti s ulicí Rue Saint-Claude. V roce 1881 získala svůj dnešní název.